# 2012 في الأردن
فيما يلي قوائم الأحداث التي وقعت خلال عام 2012 في الأردن.

## أفلام
من الأفلام التي صدرت هذه السنة في الأردن:
- 1 يناير – وجدة من إخراج هيفاء المنصور.

## كتب
من الكتب التي صدرت هذه السنة في الأردن:
- 1 يناير – حديث الجنود من تأليف أيمن العتوم.
- 1 يناير – يا صاحبي السجن من تأليف أيمن العتوم.

## وفيات

### أوكتوبر
- 27 أوكتوبر - حبيب الزيودي (مواليد 1963) شاعر وأديب أردني. [1]

### ديسمبر
- 20 ديسمبر – محمد عوض (مواليد 1939)